# 92
Het jaar 92 is het 92e jaar in de 1e eeuw volgens de christelijke jaartelling.

## Gebeurtenissen

### Balkan
- De Marcomannen, Quaden en Jazygen steken de Donau over en vallen de Romeinse provincie Pannonië binnen. De stammen voeren een plunderveldtocht door de Balkan.
- Mei - De Daciërs en Sarmaten trekken door de Hongaarse Laagvlakte en vernietigen Legio XXI Rapax (3000 man) bij Tropaeum Traiani (Roemenië).

## Overleden
- Aristobulus van Chalkis, koning van Chalkis en Armenia
- Herodes Agrippa II (65), laatste koning van Judea